# Olympische Jugend-Sommerspiele 2010/Teilnehmer (Vietnam)
| Gelbes Symbol für Goldmedaillen mit stilisierten Olympischen Ringen | Graues Symbol für Silbermedaillen mit stilisierten Olympischen Ringen | Braundes Symbol für Bronzemedaillen mit stilisierten Olympischen Ringen |
| ------------------------------------------------------------------- | --------------------------------------------------------------------- | ----------------------------------------------------------------------- |
| 1                                                                   | 1                                                                     | 2                                                                       |

Die Jugend-Olympiamannschaft aus Vietnam für die I. Olympischen Jugend-Sommerspiele vom 14. bis 26. August 2010 in Singapur bestand aus 13 Athleten.

## Athleten nach Sportarten

### Badminton
| Mädchen - Vũ Thị Trang Einzel: Bronze | Jungen - Nguyễn Huỳnh Thông Thạo Einzel: 17. Platz |

### Gewichtheben
| Mädchen - Nguyễn Thị Hồng Federgewicht: 4. Platz | Jungen - Thạch Kim Tuấn Bantamgewicht: Gold - Nguyễn Thiên Quốc Federgewicht: 4. Platz |

### Leichtathletik
Mädchen
- Nguyễn Thị Tươi
Dreisprung: 11. Platz

### Ringen
Mädchen
- Nguyễn Thị Diễm Quỳnh
Freistil bis 52 kg: 4. Platz

### Schießen
Mädchen
- Nguyễn Thị Ngọc Dương
Luftpistole 10 m: 19. Platz

### Schwimmen
| Mädchen - Trần Tâm Nguyện 100 m Freistil: 28. Platz 200 m Freistil: 24. Platz - Nguyễn Thị Kim Tuyến 100 m Schmetterling: 11. Platz 200 m Schmetterling: 9. Platz | Jungen - Hoàng Quý Phước 100 m Freistil: 36. Platz 100 m Schmetterling: 11. Platz |

### Taekwondo
| Mädchen - Nguyễn Thanh Thảo Klasse bis 55 kg: Silber | Jungen - Nguyễn Quốc Cường Klasse bis 55 kg: Bronze |